# Ráczné Kalányos Gyöngyi
Ráczné Kalányos Gyöngyi (Komló, 1965. szeptember 27. –) roma származású magyar grafikus és festő, a modern naiv művészet egyik sajátos képviselője.

## Életútja, munkássága
Komlón a Kossuth Aknai cigánytelepen született. Gyermekkorában sokat vigyázott testvéreire.  Már óvodás és elemi iskolás korában rajzolt és festett, majd 9 éves korától rajztanárnője hatására kezdett rajzolni, festeni. Állatokat, főleg madarakat, szárnyas embereket, lakókörnyezetét és a nagyapjától ismert mesék világát festette. 7. osztályos korában egy filmrendezővel együtt elkészítették A hét ikerszavas kígyó című animációs filmet a pécsi Pannónia Stúdióban. A film még a Cannes-i filmfesztiválon is szerepelt, de a gyermek még csak jelképesnek mondható elismerést sem kapott, nem nyújtott számára e film elkészítése további motivációt az alkotáshoz. Abbahagyta a rajzolást hosszú időre, csak magának festett néha.
Férjhez ment, férjével Pogányba költöztek, kenyerüket nehéz fizikai munkával keresték, s majd itt születő gyermekei mellett ébredt fel benne újra az alkotási vágy. Nagyméretű képeket kezd el festeni, nagy nehezen beköltözik a család Pécsre, s itt ismerkedik meg Kerékgyártó István művészettörténésszel és Daróczi Ágnes művelődéskutatóval, ők segítik művészi hajlamainak kibontakoztatását, közben az érettségi vizsgát is leteszi, majd Szekszárdon az Illyés Gyula Főiskolán felsőfokú csecsemő és gyermekszak gondozói szakképesítést szerez.
Gondoskodott arról, hogy havonta állandó jövedelme legyen, hiszen a festészetből nem lehet megélni. Egy ideig szakmájában dolgozik a bölcsődében.
Az 1980-as évek vége felé igen termékeny alkotói korszaka kezdődik, számos kiállítás résztvevője. A Cigány Ház alkotótábori munkájába is bekapcsolódik, az alkotótábori kiállításokon folyamatosan szerepelnek képei. 1990-1999 közt nyaranként a közép-európai művésztelepen dolgozik. 
Az 1990-es évek végén pedagógiai asszisztensi állásba kerül Pécsen, rajz szakkört is vezet egy összevont, külvárosi intézményben, a Csokonai Vitéz Mihály Általános- és Szakiskolában.
Öt gyermek édesanyja. Ihletet egyre inkább saját és sorstársai életéből merít, az istenhit, az anyaság, a cigányság életmódja, hagyományai foglalkoztatják. A cigányság hagyományos mesterségei is megelevenednek képein,  lásd Teknővájó, Üstkészítő, Kártyavető című alkotásait. A szárnyas emberek motívum gyermekkorától végig kíséri festészetét, a gonosz varázslat hiedelmével ez éppen úgy összefüggésbe kerül, mint a szerelmi mámorral vagy az istenhittel, tehát mindennel, ami leginkább csak a képzeletünkben létezik.
Könyvillusztrációval is foglalkozik, a Szent István Társulat által kiadott Cigány Biblia (1987), az 1994-ben megjelent Az aranyhajú lány című mesekönyv és a Magyar Bibliatársulat kiadásában megjelent négy evangélium rajzai az ő munkáját dicsérik.
Képei rendszeresen megjelennek Budapesten, Pécsen, Siklóson, Grazban. Alkotásai Miskolcon és Komlón, a Roma Parlament állandó kiállításán, a Néprajzi Múzeumban és a Magyar Művelődési Intézet gyűjteményeiben láthatóak.
2015-ben a Pécsi megyei jogú város Önkormányzatának közgyűlése Csonka Ferenc-díj kitüntetésben részesítették, 40 éves munkássága által.
2020-ban a Punya című könyvet illusztrálta. A festményeket az esztergomi Keresztény Múzeum vásárolta meg.
2020-ban a magyar cigányság identitásának, valamint keresztény hitének megőrzését szolgáló művészi munkája elismeréseként Magyar Ezüst Érdemkereszt kitüntetésben részesült.
Azért küzdök évtizedek óta, hogy megmentsem a népem számára a hagyományos roma kultúrát, hogy megismerjék a gyökereiket, és ezáltal visszanyerjék az önbecsülésüket. Mert az önbecsülés a titka mindennek! Nehéz azt megőrizni, különösen ha az ember cigány. Bizony akadtak pillanatok az életemben, amikor kis híján én is elvesztettem…

## Kiállításai (válogatás)
- 1989 Autodidakta Cigány Képzőművészek II. országos kiállítása, Néprajzi Múzeum, Budapest
- 1994 Európai Kisebbségek II. Fesztiválja, Baja
- 2003 Kortárs roma nőművészet II., Balázs János Galéria, Budapest
- 2004 Elhallgatott holocaust, Műcsarnok, Budapest
- 2005 Lauroi kiállítás és falfestés, Olaszország
- 2006 Közös tér, Ernst Múzeum, Budapest  •  Vagyunk, akik vagyunk, 2b Galéria, Budapest
- 2007 Az emlékezés színes álmai : vándorkiállítás, Peking; Magyar Nemzeti Galéria, Budapest
- 2008, 2009 Az emlékezés színes álmai, vándorkiállítás, Szolnok, Eger, Pécs, Salgótarján, Miskolc, Szekszárd
- 2010 Shukar! (=Szép) – mai modern női roma művészet, Magyar Kulturális Intézet, New York (USA).[2]
- 2011 Színekben oldott életek, Nemzeti Színház, Budapest[6]
- 2013 Új szemmel kiállítás, Szeged

## Egyéb sikerei, kiállításai
- 1976 Úttörők tizenkét pontja, Nemzetközi Gyermekrajzpályázat, fődíj
- 1977 Meghívás az Artyeki Nemzetközi Gyermekfesztiválra
- 1977 Nemzetközi Gyermekrajzpályázat Arany Diploma, Zánka
- 1978 Zánka, Arany Diploma. Béke című festményt kinyomtatják képeslapon és plakáton
- 1979 A hét iker Szarvas kígyó c. animációs rajzfilm írása és festése, Pannónia Filmstúdió
- 1986 Jubileumi kiállítás, Szépművészeti Múzeum
- 1986 Negyvenkedő című kötet Ifjúsági Lap- és Könyvkiadó
- 1988 Önálló kiállítás, Apáczai Nevelési Központ, Pécs
- 1991 Magyar Naiv Művészek Múzeuma, Kecskemét
- 1991 kiállítás, Szolnok
- 1991 Országos Cigány Művészeti Találkozó, kiállítás, Tatabánya
- 1992 Cigány Képzőművészek kiállítása, Budapest
- 1992 kiállítás, Budapest
- 1993 Más-kép(p)en AMARE SHUKARIMATA szépségeinek kiállítása, Budapest
- 1993 Képek a Magyarországi cigányság 20. századi történetéből, Budapest
- 1993 kiállítás, Budapest
- 1994 Cigány Kisebbségi Nap, kiállítás, Mohács
- 1994 Életem című kamara kiállítás, Pécs
- 1994 Cigány képzőművészet Magyarországon, kiállítás
- 1995 Roma nap 1995 kiállítás, Pécs
- 1995 kiállítás, Decs
- 1995 Rom Som Cigány Világfesztivál, kiállítás, Budapest
- 1996 kiállítás, Tállya
- 1998 Cigány Képzőművészek Baranyában, kiállítás, Pécs
- 1998 kiállítás, Néprajzi Múzeum
- 1998 külföldi kiállítás
- 1998 Grant Hotel kiállítás
- 1999 kiállítás, Tállya
- 1999 kiállítás, Rákospalota
- 1999 Antik kávézó Budapest kiállítás
- 1999 kiállítás, Vasvár
- 1999 kiállítás, Marcali
- 1999 kiállítás, Szekszárd
- 1999 Cigány képzőművészek Baranyában, kiállítás
- 2000 kiállítás, Kossuth Klub, Budapest
- 2000 kiállítás, Gandhi Gimnázium, Pécs
- 2000 Csehországi kiállítás[7]

## A Cigány festészet c. albumban közzétett munkái

### Istenhit
- Utolsó vacsora (olaj, farost, 70x50 cm, 1990)
- Jézus és szülei (olaj, farost, 70x50 cm, 1991)
- Jelenés (olaj, farost, 50x70 cm, 1991)

### Életmód
- Cigány tábor (olaj, farost, 61x81 cm, 1989)
- Hagyományos fürdetés (olaj, farost, 60x80 cm, 2003)
- Anya kislányával (=Tetvészkedők) (olaj, farost, 50x70 cm, 1998)

### Szerelem
- Találkozás (olaj, farost, 61x86 cm, 1989)
- Szerelem virága (olaj, farost, 50x70 cm, 1991)
- Szerelememberek (olaj, farost, 50x70 cm, 1993)

### Anyaság
- Szoptató anya (olaj, farost, 60x80 cm, 1994)
- Anya és gyermeke (olaj, farost, 50x70 cm, 1991)
- Az én gyermekeim (tempera, papír, 61x86 cm, 1990)

### Szimbolikus alkotások
- Lángoló fa (tempera, papír, 61x87 cm, 1989)
- Földbe gyökerezett szárnyas nő (tempera, papír, 61x86 cm, 1989)
- Édesanyám halála (olaj, farost, 50x70 cm, 1990)
- Galamblány (olaj, farost, 50x70 cm, 1990)

### Genezis
- Két indiai nő (olaj, farost, 70x50 cm, 1990)
- Pipázó öregasszony (olaj, farost, 50x70 cm, 1991)
- Hagyományőrzés (olaj, vegyes technika, vászon, 60x80 cm, 2008)

## Művei közgyűjteményekben
- Néprajzi Múzeum, Budapest
- Roma Parlament, Budapest
- Magyar Művelődési Intézet, Budapest[2]

Elismerések
- 2016 Emlék Lap, A Baranya Megyei Cigányságért Díj, /Baranya Megyei Cigány Nemzetiségi Önkormányzat/
- 2016 Csonka Ferenc Díj, Pécs Megyei Jogú Város Önkormányzatának Közgyűlése nevében
- 2018 Művészeti Életpálya Elismerés, Emberi Erőforrások Minisztériuma
- 2020 Magyar Ezüst Érdemkereszt, a magyar cigányság identitásának, valamint keresztény hitének megőrzését szolgáló  művészi munkája elismeréseként, Magyarország Köztársasági Elnöke